# Duarte (tỉnh)
Duarte là một tỉnh của Cộng hòa Dominica. Tỉnh được đặt tên theo Juan Pablo Duarte, người sáng lập Cộng hòa Dominica.

## Các đô thị và các huyện đô thị
Đến thời điểm ngày 20 tháng 10 năm 2006, tỉnh này được chia thành đô thị (municipio) và các huyện đô thị (distrito municipal - D.M.):
| - Arenoso - El Aguacate (D.M.) - Las Coles (D.M.) - Castillo - Eugenio Maria de Hostos - Jaya (D.M.) - Sabana Grande (D.M.) - Las Guaranas - Pimentel - San Francisco de Macorís - Cenovi (D.M.) - La Peña (D.M.) - Villa Riva - Agua Santa del Yuma (D.M.) - Barraquito (D.M.) - Cristo Rey de Guaraguao (D.M.) - Las Taranas (D.M.) |